# 喜湿蚓果芥
喜湿蚓果芥（学名：Torularia humilis f. hygrophila）为十字花科念珠芥属蚓果芥下的一个变型。

## 扩展阅读
- 維基物種上的相關：喜湿蚓果芥